# بتی دیویس
روث الیزابت «بتی» دیویس (انگلیسی: Ruth Elizabeth "Bette" Davis؛ ۵ آوریل ۱۹۰۸ – ۶ اکتبر ۱۹۸۹) بازیگر آمریکایی بود. او که یکی از بزرگ‌ترین بازیگران زنِ تاریخ هالیوود دانسته می‌شود، بابت تمایل به بازی در نقش شخصیت‌های بی‌عاطفه و طعنه‌آمیز مورد توجه قرار گرفت و به‌خاطر نقش‌آفرینی‌هایش در طیفی از ژانرهای سینمایی، از ملودرام‌های جنایی معاصر گرفته تا فیلم‌های تاریخی و هر از گاهی کمدی‌ها شهرت داشت. اما موفقیت او با بازی در درام‌های عاشقانه رقم خورد. او دو بار برنده جایزه اسکار بهترین بازیگر زن شد، و نخستین کسی بود که ده نامزدی جایزه اسکار برای بازیگری به دست آورد و نخستین زنی بود که جایزه یک عمر دستاورد هنری بنیاد فیلم آمریکا را دریافت کرد. در سال ۱۹۹۹، دیویس از سوی انستیتوی فیلم آمریکا در جایگاه دوم فهرست برترین ستارگان زن در سینمای کلاسیک هالیوود قرار گرفت.
در پی حضور در نمایش‌های برادوی، دیویس در سال ۱۹۳۰ به هالیوود رفت، اما فیلم‌های اولیه او برای استودیوهای یونیورسال ناموفق بود. او در سال ۱۹۳۲ به برادران وارنر پیوست و نقش برجسته‌اش را با بازی در نقش پیشخدمتی مبتذل در فیلم پیرامون اسارت بشری (۱۹۳۴) به دست آورد. به‌طور بحث‌برانگیزی او در بین سه نامزد جایزه اسکار بهترین بازیگر زن آن سال نبود و سال بعد این جایزه را برای بازی در فیلم خطرناک (۱۹۳۵) برنده شد. در سال ۱۹۳۶، به دلیل پیشنهادهای سینمایی نامناسب، او تلاش کرد خود را از قراردادش خارج کند، و اگرچه پروندهٔ حقوقی بسیار عمومی‌شده را باخت، اما این آغاز موفق‌ترین دورهٔ کاری او بود. تا اواخر دههٔ ۱۹۴۰، او یکی از ستوده‌شده‌ترین زنان نقش اول سینمای آمریکا بود. او بابت بازی در زن بدنام (۱۹۳۷) مورد ستایش قرار گرفت و دومین جایزه اسکار خود را برای ایفای نقش یک زن سرسخت در جزبل (۱۹۳۸) به دست آورد. دیگر نامزدی‌های اسکارش برای فیلم‌های پیروزی سیاه (۱۹۳۹)، نامه (۱۹۴۰)، روباه‌های کوچک (۱۹۴۱) و حالا، مسافر (۱۹۴۲) بودند.
دوره‌ای از افول در اواخر دههٔ ۱۹۴۰ برای دیویس رخ داد اما این افول با بازی در نقش ستارهٔ رو به محوِ برادوی در همه‌چیز درباره ایو (۱۹۵۰) جبران شد. از این نقش غالباً به‌عنوان بهترین اجرای او یاد شده است. او برای این فیلم و برای ستاره (۱۹۵۲) نامزد اسکار بهترین بازیگر زن شد، اما کار او در باقی این دهه دچار مشکل شد. آخرین نامزدی اسکار او برای بازی در نقش جین هادسون، ستارهٔ مشهور سابق روان‌پریش، در فیلم وحشت روان‌شناختی چه بر سر بیبی جین آمد؟ (۱۹۶۲) بود. در مرحله آخر کار خود، دیویس نقش شخصیت‌هایی را در فیلم‌هایی مانند مرگ بر روی نیل (۱۹۷۸) بازی کرد و تمرکز خود را به نقش‌های تلویزیونی معطوف کرد. او کارگردانی مینی‌سریال راز تاریک هاروست هوم (۱۹۷۸) را بر عهده داشت، و برای بازی در غریبه‌ها: داستان یک مادر و دختر (۱۹۷۹) برنده جایزه امی شد. او همچنین برای بازی در وایت ماما (۱۹۸۰) و لیتل گلوریا… خوشحال بعد از مدت‌ها نامزد امی شد. آخرین نقش سینمایی کامل او در درام نهنگ‌های آگوست (۱۹۸۷) بود.
همچنین امروزه از دیویس به عنوان عامل سیگاری شدن زنان جهان یاد می‌شود. وی بدون راضی بودن کارگردان در صحنه سیگار روشن می‌کرد و پس از شهرت او زنان بسیاری پس از دیدن فیلم‌هایش به این کار رو آوردند.

## زندگی و حرفه

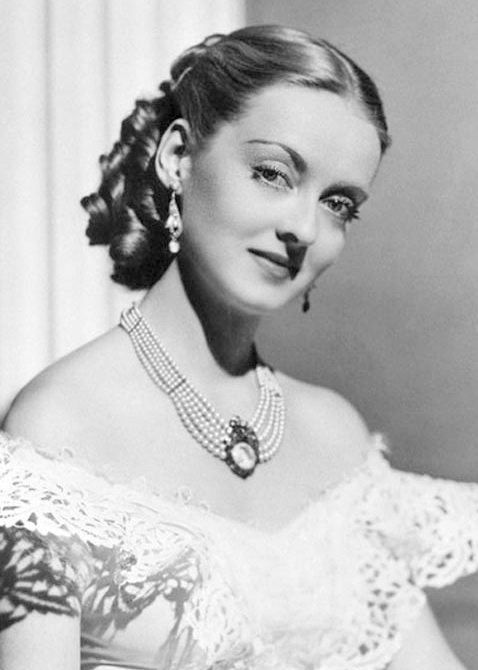
بتی دیویس در فیلم جزبل

بتی دیویس با نام کامل روث الیزابت دیویس در لوول ماساچوست زاده شد. پدر او یک وکیل دادگستری و مادرش عکاس بود.
دیویس پس از گذراندن چند دوره بازیگری و بازی در تئاتر برادوی در سال ۱۹۳۰ با پیشنهاد شرکت یونیورسال استودیوز به هالیوود رفت و پس از مدتی با شرکت برادران وارنر قرارداد بست.
در آغاز ورود به هالیوود به خاطر چهره معمولی‌اش، موفقیت چندانی برای او پیش‌بینی نمی‌شد. او سرانجام با بازی در فیلم «از اسارت بشری» در سال ۱۹۳۴ جایگاه خود را به‌عنوان یک بازیگر توانا تثبیت کرد.

## فیلم‌شناسی

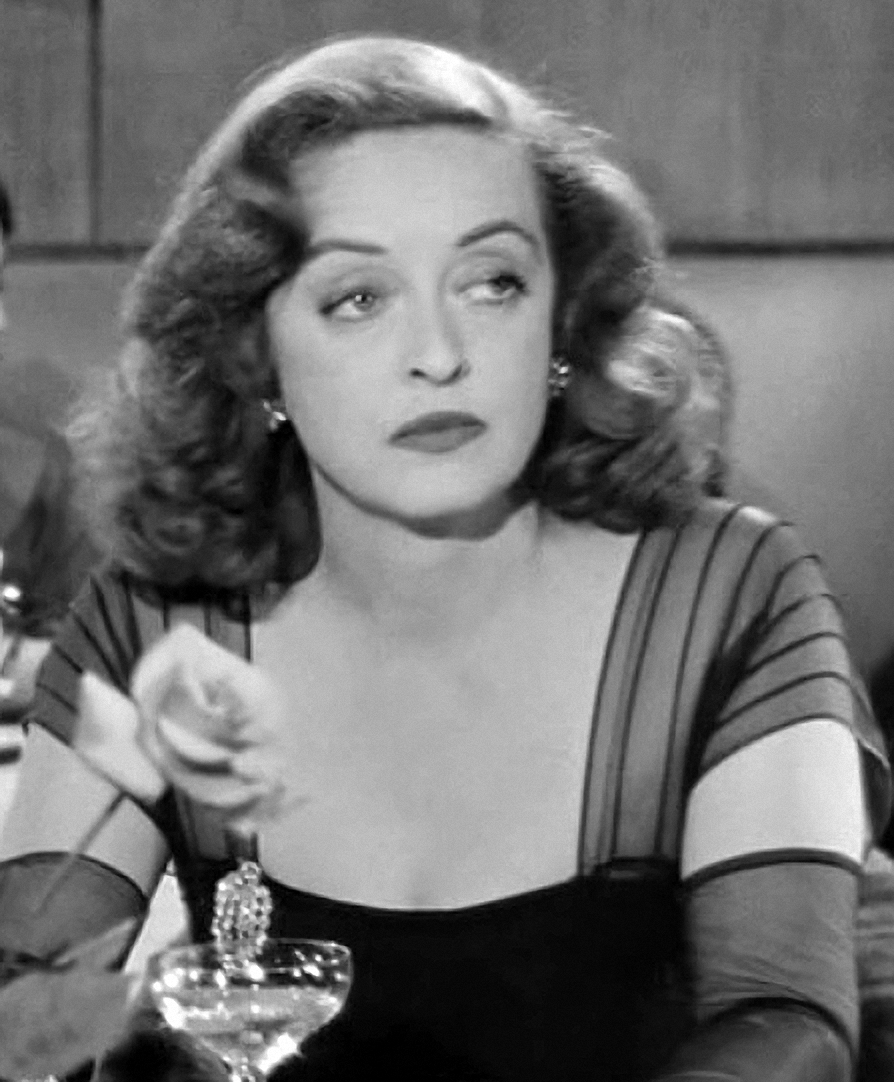
بتی دیویس در نمایی از فیلم همه چیز درباره ایو (۱۹۵۰)

بتی دیویس در طول ۶ دهه فعالیت هنری، در بیش از ۸۰ فیلم سینمایی و ۳۰ فیلم تلویزیونی بازی کرد، که برخی از مهم‌ترین آنها از این قرارند:
- کلاهبرداری بزرگ (۱۹۳۶)
- خطرناک (۱۹۳۴)
- وقت تلفن (۱۹۵۷)
- دکوراتور (۱۹۶۵)
- غریبه‌ها: داستان یک مادر و دختر (فیلم تلویزیونی، ۱۹۷۹)

### دهه ۱۹۳۰
| سال  | عنوان                       | نقش                      | کارگردان          | استودیو                       | یادداشت             |
| ---- | --------------------------- | ------------------------ | ----------------- | ----------------------------- | ------------------- |
| ۱۹۳۱ | خواهر خبیث                  | Laura Madison            | هوبرت هنلی        | یونیورسال استودیوز            | (film debut)        |
| ۱۹۳۱ | بذر                         | Margaret Carter          | جان ام. استال     | یونیورسال استودیوز            |                     |
| ۱۹۳۱ | پل واترلو                   | جنت کرونین               | جیمز ویل          | یونیورسال استودیوز            |                     |
| ۱۹۳۱ | راه بازگشت به خانه          | Mary Lucy                | ویلیام ای. سایتر  | آر.ک.ئو                       |                     |
| ۱۹۳۲ | The Menace                  | Peggy Lowell             | روی ویلیام نیل    | کلمبیا پیکچرز                 |                     |
| ۱۹۳۲ | Hell's House                | Peggy Gardner            | Howard Higgin     | B.F. Zeidman Productions Ltd. |                     |
| ۱۹۳۲ | The Man Who Played God      | Grace Blair              | جان جی. آدولفی    | برادران وارنر                 |                     |
| ۱۹۳۲ | خیلی بزرگ                   | دوشیزه دالاس اومارا      | ویلیام ولمن       | برادران وارنر                 |                     |
| ۱۹۳۲ | The Rich Are Always with Us | Malbro                   | آلفرد گرین        | فرست نشنال                    |                     |
| ۱۹۳۲ | The Dark Horse              | Kay Russell              | آلفرد گرین        | برادران وارنر                 |                     |
| ۱۹۳۲ | The Cabin in the Cotton     | Madge Norwood            | مایکل کورتیز      | فرست نشنال                    |                     |
| ۱۹۳۲ | سه نفر با یک کبریت          | روث وست‌کات               | مروین لیروی       | برادران وارنر                 |                     |
| ۱۹۳۲ | ۲۰۰۰۰ سال در سینگ سینگ      | Fay Wilson               | مایکل کورتیز      | برادران وارنر                 |                     |
| ۱۹۳۳ | Parachute Jumper            | Patricia "Alabama" Brent | آلفرد گرین        | برادران وارنر                 |                     |
| ۱۹۳۳ | The Working Man             | Jenny Harland            | جان جی. آدولفی    | برادران وارنر                 | (aka Jane Grey)     |
| ۱۹۳۳ | بانوی سابق                  | Helen Bauer              | رابرت فلری        | برادران وارنر                 |                     |
| ۱۹۳۳ | Bureau of Missing Persons   | Norma Roberts            | روی دل روت        | فرست نشنال                    |                     |
| ۱۹۳۴ | The Big Shakedown           | Norma Nelson             | جان فرانسیس دیلان | فرست نشنال                    |                     |
| ۱۹۳۴ | Fashions of 1934            | Lynn Mason               | ویلیام دیترله     | برادران وارنر                 |                     |
| ۱۹۳۴ | Jimmy the Gent              | Miss Joan Martin         | مایکل کورتیز      | برادران وارنر                 |                     |
| ۱۹۳۴ | Fog Over Frisco             | Arlene Bradford          | ویلیام دیترله     | برادران وارنر                 |                     |
| ۱۹۳۴ | پیرامون اسارت بشری          | میلدرد راجرز             | جان کرامول        | آر.ک.ئو                       |                     |
| ۱۹۳۴ | Housewife                   | Patricia "Pat" Berkeley  | آلفرد گرین        | برادران وارنر                 |                     |
| ۱۹۳۵ | Bordertown                  | Mrs Marie Roark          | آرچی مایو         | برادران وارنر                 |                     |
| ۱۹۳۵ | The Girl from 10th Avenue   | Miriam A. Brady          | آلفرد گرین        | برادران وارنر                 |                     |
| ۱۹۳۵ | Front Page Woman            | Ellen Garfield           | مایکل کورتیز      | برادران وارنر                 |                     |
| ۱۹۳۵ | Special Agent               | Julie Gardner            | ویلیام کیلی       | برادران وارنر                 |                     |
| ۱۹۳۵ | خطرناک                      | Joyce Heath              | آلفرد گرین        | برادران وارنر                 |                     |
| ۱۹۳۶ | جنگل سنگی                   | Gabrielle "Gabby" Maple  | آرچی مایو         | برادران وارنر                 |                     |
| ۱۹۳۶ | The Golden Arrow            | Daisy Appleby            | آلفرد گرین        | برادران وارنر                 |                     |
| ۱۹۳۶ | Satan Met a Lady            | Valerie Purvis           | ویلیام دیترله     | برادران وارنر                 |                     |
| ۱۹۳۷ | زن بدنام                    | Mary Dwight Strauber     | لوید بیکن         | برادران وارنر                 |                     |
| ۱۹۳۷ | Kid Galahad                 | Louise "Fluff" Phillips  | مایکل کورتیز      | برادران وارنر                 |                     |
| ۱۹۳۷ | That Certain Woman          | Mary Donnell             | ادموند گولدینگ    | برادران وارنر                 | (aka Mrs Al Haines) |
| ۱۹۳۷ | به دنبال عشقم               | جویس آردن                | آرچی مایو         | برادران وارنر                 |                     |
| ۱۹۳۸ | جزبل                        | Julie Marsden            | ویلیام وایلر      | برادران وارنر                 |                     |
| ۱۹۳۸ | خواهران                     | Louise Elliott Medlin    | آناتول لیتواک     | برادران وارنر                 |                     |
| ۱۹۳۹ | پیروزی سیاه                 | Judith Traherne          | ادموند گولدینگ    | برادران وارنر                 |                     |
| ۱۹۳۹ | خوارز                       | Empress Carlotta         | ویلیام دیترله     | برادران وارنر                 |                     |
| ۱۹۳۹ | پیردختر                     | Charlotte Lovell         | ادموند گولدینگ    | برادران وارنر                 |                     |
| ۱۹۳۹ | زندگی خصوصی الیزابت و اسکس  | الیزابت یکم انگلستان     | مایکل کورتیز      | برادران وارنر                 |                     |

### دهه ۱۹۴۰
| سال  | عنوان                      | نقش                               | کارگردان          | استودیو       | یادداشت                  |
| ---- | -------------------------- | --------------------------------- | ----------------- | ------------- | ------------------------ |
| ۱۹۴۰ | همه اینها به‌اضافه بهشت     | Henriette Deluzy-Desportes        | آناتول لیتواک     | برادران وارنر |                          |
| ۱۹۴۰ | نامه                       | Leslie Crosbie                    | ویلیام وایلر      | برادران وارنر |                          |
| ۱۹۴۱ | دروغ بزرگ                  | Maggie Patterson Van Allen        | ادموند گولدینگ    | برادران وارنر |                          |
| ۱۹۴۱ | Shining Victory            | Nurse                             | اروینگ رپر        | برادران وارنر | Uncredited, (cameo role) |
| ۱۹۴۱ | The Bride Came C.O.D.      | Joan Winfield                     | ویلیام کیلی       | برادران وارنر |                          |
| ۱۹۴۱ | روباه‌های کوچک              | Regina Giddens                    | ویلیام وایلر      | آر.ک.ئو       |                          |
| ۱۹۴۲ | The Man Who Came to Dinner | Maggie Cutler                     | ویلیام کیلی       | برادران وارنر |                          |
| ۱۹۴۲ | در این زندگی ما            | Stanley Timberlake Kingsmill      | جان هیوستون       | برادران وارنر |                          |
| ۱۹۴۲ | حالا، مسافر                | Charlotte Vale                    | اروینگ رپر        | برادران وارنر |                          |
| ۱۹۴۳ | تماشای راین                | Sara Muller                       | هرمان شوملین      | برادران وارنر |                          |
| ۱۹۴۳ | Thank Your Lucky Stars     | Herself                           | دیوید باتلر       | برادران وارنر |                          |
| ۱۹۴۳ | Old Acquaintance           | Kit Marlowe                       | وینسنت شرمن       | برادران وارنر |                          |
| ۱۹۴۴ | آقای اسکفینگتون            | Fanny Trellis                     | وینسنت شرمن       | برادران وارنر |                          |
| ۱۹۴۴ | Hollywood Canteen          | Herself                           | دلمر دیوز         | برادران وارنر |                          |
| ۱۹۴۵ | The Corn Is Green          | Miss Lilly Moffat                 | اروینگ رپر        | برادران وارنر |                          |
| ۱۹۴۶ | زندگی ربوده‌شده             | Kate Bosworth / Patricia Bosworth | کرتیس برنهارت     | برادران وارنر | (dual role)              |
| ۱۹۴۶ | فریب                       | Christine Radcliffe               | اروینگ رپر        | برادران وارنر |                          |
| ۱۹۴۸ | Winter Meeting             | Susan Grieve                      | Bretaigne Windust | برادران وارنر |                          |
| ۱۹۴۸ | June Bride                 | Linda Gilman                      | Bretaigne Windust | برادران وارنر |                          |
| ۱۹۴۹ | آنسوی جنگل                 | Rosa Moline                       | کینگ ویدور        | برادران وارنر |                          |

### دهه ۱۹۵۰
| سال  | عنوان                      | نقش                  | کارگردان          | استودیو           | یادداشت |
| ---- | -------------------------- | -------------------- | ----------------- | ----------------- | ------- |
| ۱۹۵۰ | همه‌چیز درباره ایو          | Margo Channing       | جوزف ال. منکیه‌ویچ | فاکس قرن بیستم    |         |
| ۱۹۵۱ | Payment on Demand          | Joyce Ramsey         | کرتیس برنهارت     | آر.ک.ئو           |         |
| ۱۹۵۱ | Another Man's Poison       | Janet Frobisher      | اروینگ رپر        | Angel Productions |         |
| ۱۹۵۲ | Phone Call from a Stranger | Marie Hoke           | ژان نگولسکو       | فاکس قرن بیستم    |         |
| ۱۹۵۲ | ستاره                      | Margaret Elliot      | استارت هایسلر     | فاکس قرن بیستم    |         |
| ۱۹۵۵ | ملکه باکره                 | الیزابت یکم انگلستان | هنری کاستر        | فاکس قرن بیستم    |         |
| ۱۹۵۶ | The Catered Affair         | Agnes Hurley         | ریچارد بروکس      | مترو گلدوین مایر  |         |
| ۱۹۵۶ | Storm Center               | Alicia Hull          | دانیل تاردش       | کلمبیا پیکچرز     |         |
| ۱۹۵۹ | جان پل جونز                | کاترین دوم روسیه     | جان فارو          | برادران وارنر     |         |
| ۱۹۵۹ | The Scapegoat              | The Countess         | رابرت هیمر        | مترو گلدوین مایر  |         |

### دهه ۱۹۶۰
| سال  | عنوان                  | نقش                                | کارگردان        | استودیو                            | یادداشت     |
| ---- | ---------------------- | ---------------------------------- | --------------- | ---------------------------------- | ----------- |
| ۱۹۶۱ | یه عالمه معجزه         | Apple Annie                        | فرانک کاپرا     | یونایتد آرتیستس                    |             |
| ۱۹۶۲ | چه بر سر بیبی جین آمد؟ | Baby Jane Hudson                   | رابرت آلدریچ    | Seven Arts                         |             |
| ۱۹۶۳ | The Empty Canvas       | Dino's mother                      | دامیانو دامیانی | Compagnia Cinematografica Champion |             |
| ۱۹۶۴ | Dead Ringer            | Margaret De Lorca / Edith Phillips | پل هنرید        | برادران وارنر                      | (dual role) |
| ۱۹۶۴ | Where Love Has Gone    | Mrs Gerald Hayden                  | ادوارد دمیتریک  | پارامونت پیکچرز                    |             |
| ۱۹۶۴ | هیس… هیس، شارلوت عزیز  | Charlotte Hollis                   | رابرت آلدریچ    | فاکس قرن بیستم                     |             |
| ۱۹۶۵ | نانی                   | The Nanny                          | Seth Holt       | Seven Arts                         |             |
| ۱۹۶۸ | سالگرد                 | Mrs. Taggart                       | روی وارد بیکر   | Seven Arts                         |             |

### دهه ۱۹۷۰
| سال  | عنوان                      | نقش                | کارگردان          | استودیو                  | یادداشت |
| ---- | -------------------------- | ------------------ | ----------------- | ------------------------ | ------- |
| ۱۹۷۰ | Connecting Rooms           | Wanda Fleming      | Franklin Gollings | Hemdale                  |         |
| ۱۹۷۱ | Bunny O'Hare               | Bunny O'Hare       | گرد اوسوالد       | آمریکن اینترنشنال پیکچرز |         |
| ۱۹۷۲ | Madame Sin                 | Madame Sin         | دیوید گرین        | ITC Entertainment        |         |
| ۱۹۷۲ | The Scientific Cardplayer  | The Millionairess  | لوئیجی کومنچینی   | Dino de Laurentiis       |         |
| ۱۹۷۶ | Burnt Offerings            | Aunt Elizabeth     | دان کورتیز        | یونایتد آرتیستس          |         |
| ۱۹۷۸ | Return from Witch Mountain | Letha Wedge        | جان هاف           | والت دیزنی پیکچرز        |         |
| ۱۹۷۸ | مرگ بر روی نیل             | Marie Van Schuyler | جان گیلرمین       | پارامونت پیکچرز          |         |

### دهه ۱۹۸۰
| سال  | عنوان                    | نقش               | کارگردان      | استودیو           | یادداشت             |
| ---- | ------------------------ | ----------------- | ------------- | ----------------- | ------------------- |
| ۱۹۸۰ | The Watcher in the Woods | Mrs Aylwood       | جان هاف       | والت دیزنی پیکچرز |                     |
| ۱۹۸۷ | نهنگ‌های ماه اوت          | Libby Strong      | لیندسی اندرسن | Alive Films       |                     |
| ۱۹۸۹ | Wicked Stepmother        | Miranda Pierpoint | لری کوئن      | مترو گلدوین مایر  | (آخرین نقش سینمایی) |

## جایزه‌ها

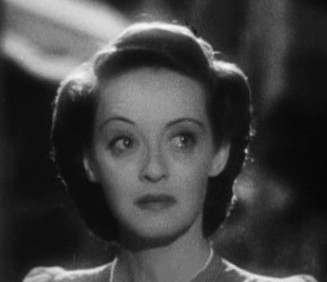

- جایزه اسکار بهترین بازیگر نقش اول زن برای بازی در فیلم خطرناک (۱۹۳۵)
- جایزه اسکار بهترین بازیگر نقش اول زن برای بازی در فیلم جزبل (۱۹۳۸)
- جایزه گلدن گلوب در سال ۱۹۷۴ برای دستاورد یک عمر
- جایزه بازیگر برجسته نقش اول امی برای بازی در غریبه‌ها: داستان یک مادر و دختر (۱۹۷۹)
- جایزه بهترین بازیگر زن در جشنواره فیلم کن برای فیلم همه چیز درباره ایو (۱۹۵۰)